# Аларские буряты
Ала́рские буря́ты (бур. Алайрай буряадууд) — этнотерриториальная группа в составе бурятского этноса. Проживают в Иркутской области на территории Аларского и сопредельных районов.

## Племенной состав

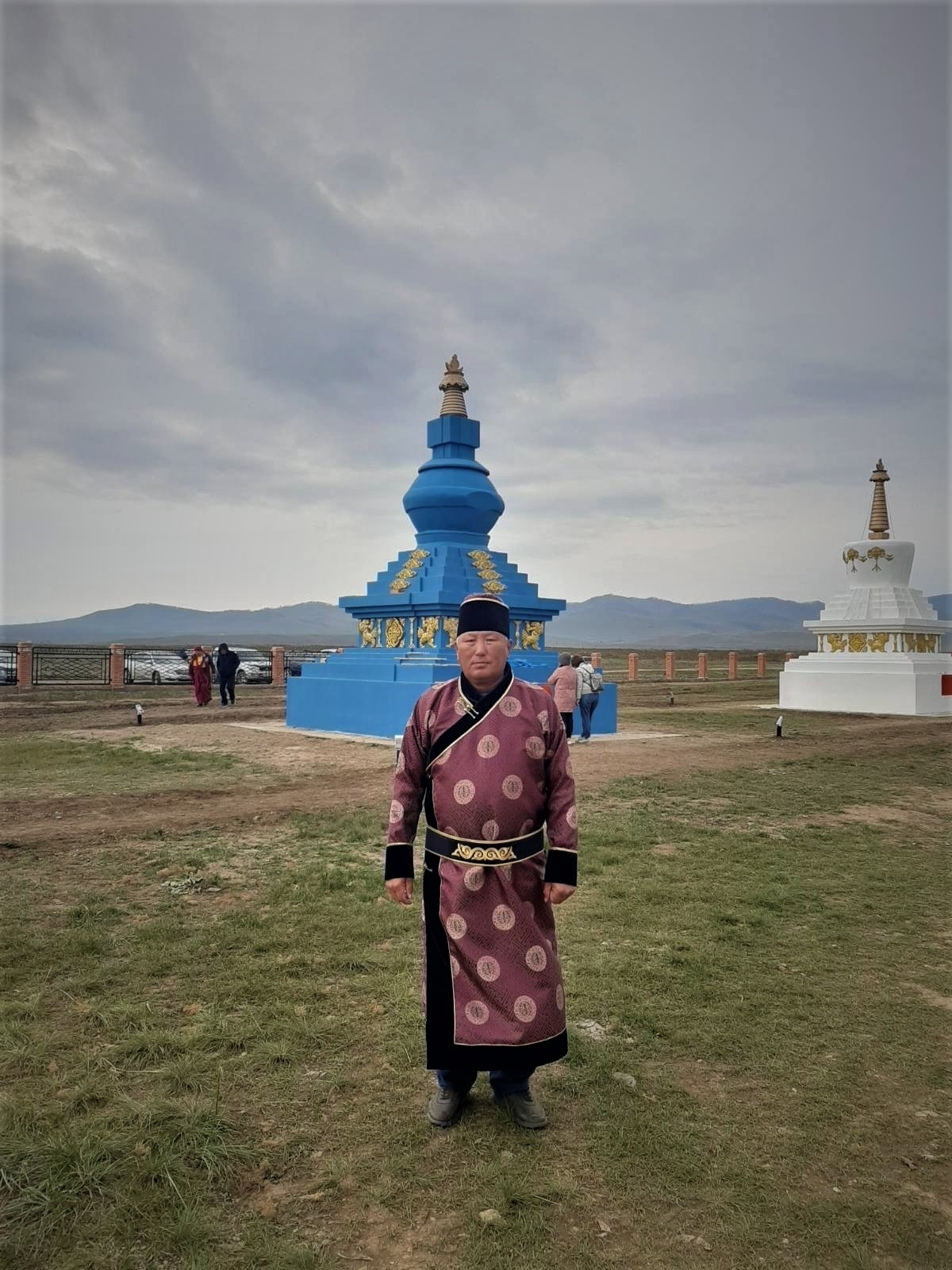
Аларский хонгодор. Представитель рода шоно буруутхан. Янгажинский дацан.

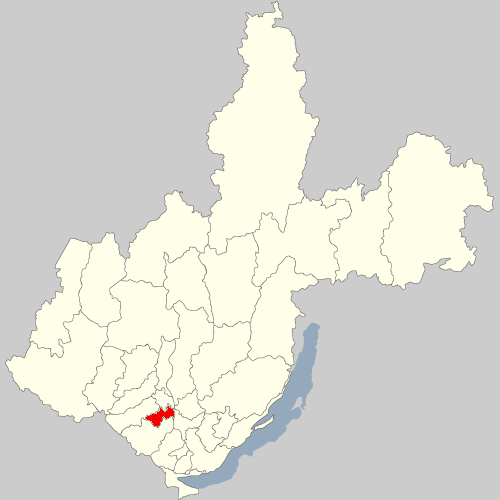
Аларский район на карте Иркутской области

В XIX веке, в период существования Степных дум, у бурят сформировались новые общности — этнотерриториальные группы, которые разнятся между собой, помимо территориальных, различиями культурными и языковыми. В состав этнотерриториальной группы аларских бурят входили такие малые племена (роды), хонгодор, ашхай, тайбажан, ашита, харганай, хагта (хахта), хабарнуд, шоно бурутхан (буруутхан), дуртэн, болдой, хотогой, сартул (бурхи-сартул), шошолог, боронуд, хурдуд, шарануд, холтубай, шакуй, янгуд (енгуд, енгууд), хурхуд (хурхууд), туралаг (туряалаг), хогой, ноёд, бадархан, наймангут, кугеска, харанут, икинат. С. П. Балдаев также упоминает следующие поколения: боролзой, даша, гуран, холошо, улаазай, шуранхан, долоонгууд, гунай. Упоминаются следующие ветви рода шарануд: биаргай (баргай, барга, зуун, зуун модон), бэбэрхэн (бэрбэхэн, хурхат), хуритэй (хултэ, хулта, шабшалтуй, тайшалтуй).
Близкой аларским бурятам является небольшая этнотерриториальная группа китойских бурят, среди которых известны такие роды, как сайгуд, хойхо (hойhо), шошолог, хурхуд, хатагин, тайшуд, урянхай, хонгодор, салжууд, дурбэн, расселенные в долине реки Китой.
Аларские буряты расселены в долине реки Белая и её притока Алари. Большинство родов принадлежит большому племени хонгодоров. К числу близких хонгодорам относятся буряты племени бадархан. В составе аларцев также есть части булагатских родов и небольшие группы выходцев из Монголии, не вошедших в большое племя хонгодоров.

## История

### Демография
В 1840 году в Аларском ведомстве числилось 33 зимних и 21 летних улусов и 4 деревни «оседлых инородцев». Эти цифры указывают на то, что концентрация населения и скота в летниках была выше, чем в зимниках, так как обилие подножного корма в летний период позволяло содержать на пастбищах большее количество скота. В 1842 году в ведомстве значилось 3256 зимних и летних деревянных юрт и 2627 изб наподобие крестьянских. К 1851 году количество юрт увеличилось до 3625, а число изб сократилось до 2057. По-видимому, сокращение изб связано с оттоком оседлого населения в русские сёла.
В 1861 году в Аларском ведомстве числятся 4 деревни, 58 зимних и летних улусов, что на 4 улуса больше, чем в 1840 году. В ведомстве появляются 3 заимки. Численность юрт увеличивается до 3875 (62,59 % всех жилых построек), а домов русского типа — до 2317 (37,41 %). К 1879 году количество улусов и сёл вырастает до 84, в них значатся 4223 (59,44 % всех жилищ) юрты и 2949 (40,56 %) русских домов. Таким образом, за 21 год число жилых строений выросло на 348 юрт и на 632 дома, то есть за указанное время рост числа домов опережал увеличение количества юрт.
Под влиянием бурят малобельские тунгусы, обитающие в Аларском ведомстве, перенимают скотоводческие традиции и бурятский язык. «Малобельские тунгусы, обитающие в Аларском ведомстве, кочуют с зимника в летние юрты, но избы у них не у каждого. Говорят по-тунгуски и по-бурятски, а грамотных по-русски между ними нет».

### Бытовой уклад
Из Годового отчета Аларской Степной думы за 1855 год: «Кочующие (инородцы), которые в мае месяце съезжая с зимняго жилища кочуют в летния удобные для пастбищ скота места, где проживши в летних юртах до 1 сентября возвращаются опять в зимния юрты, устроенные наподобие крестьянских изб. Говорят они без изъятия по бурятски и монгольски.
Кроме того знают многия говорить, читать и писать по русски и монгольски. <…>. Происхождение своё <…> буряты полагают вышедшими из Монголии, а тунгусы переселившиися из вершин реки Витима, что около Илимской волости. <…>. Оседлые (инородцы) живут постоянно на одних местах».
Несмотря на успехи в земледелии, процесс оседания у аларских бурят был замедленным, так как они преимущественно состояли из хонгодоров — недавних кочевников, неохотно переходивших на оседлый образ жизни. К тому же у аларцев был высок процент приверженцев ламаизма, позволявший сохранять традиции предков, принимая инновации в виде полуоседлого скотоводства и земледелия.
Во второй половине XIX века аларцы сохраняют полуоседлое скотоводство с двухразовой перекочёвкой с зимника на летник и обратно. Между тем, ширится строительство русских домов и построек для скота на зимниках и возникает новая форма содержания скота на заимках. Часть аларских бурят в зимнее время перегоняет скот на заимки, где в тёплое время года было заготовлено сено и снят урожай хлеба. Из Годового отчета Аларской Степной думы: «При зимних юртах у аларских бурят пристроены русские избы с сараями и другими пристройками для содержания скота и прочего. Кроме того, инородцы в зимнее время кочуют на заимку для прокорма скота и молотьбы хлеба, а по окончании работы на заимках возвращаются в зимники»

### Хозяйствование аларских бурят
Аларские буряты населяли урочища рек: Малая Белая, Малая Иреть, Большая Иреть, Голуметь и Аларь — западных притоков Ангары. Представленный район относится к району со стойловым содержанием скота. Здесь было развито полуоседлое скотоводство. В Предбайкалье сенокошение развивалось у полуоседлых скотоводов ещё с VI века, так как без подкормки скота зимой скотоводство здесь невозможно. В деле развития сенокошения большую роль сыграла модернизация южносибирской косы (у якутов — хотур, у бурят — хажур).
Аларские буряты в первой половине XIX века «занимаются скотоводством, хлебопашеством преимущественно пред зверопромышленностию. Эта последняя отрасль, как не главная, составляет посторонний доход. Промысел зверной состоит в одной почти белке, временно бывает изобилен, а чаще ничтожен. Рыбная ловля составляет им предметом домашняго хозяйства».

#### Земледелие
В этот период (начало XIX века) земледелие давало аларским бурятам главный доход. На всём протяжении XIX века у аларцев идёт рост посевных площадей, связанный с политикой Российского государства по распространению хлебопашества среди инородцев. Так, в 1848 году при населении 9 585 ревизских душ (4 840 душ мужского пола и 4 745 душ женского пола) аларские буряты засеяли 3 753 десятин озимым и 4 848 десятин яровым зерном, всего 8 601 десятин. К 1870 году в Аларской степной думе насчитывалось 11 209 ревизских душ (5735 д. м. п. и 5474 д. ж. п.) и было засеяно 2489 десятин озимым и 7827 яровым зерном, всего 10 316 десятин.
В 1861 году в ведомстве числится 12 636 дес. 1330 саж. сенокосных земель и 20 130 дес. пахотных земель. К 1874 г. размеры
сенокосных земель увеличились до 12 905 3
/8 дес., а размеры пахотных земель — до 20 983 дес. [26]. Из
сравнения видно, что темпы расширения сенокосных земель отставали от темпов увеличения пахотных
земель. К 1879 году размеры сенокосных земель увеличились до 12 983 дес., а площади пахотных земель — до 21 000 десятин. Итак, за 1874—1879 годы размеры сенокосных земель увеличились на 77 и 5/8 дес., а размеры пахотных земель — на 17 дес. Следовательно, во второй половине 1870-х годов в Аларском ведомстве сенокосные площади растут быстрее, чем пахотные земли. На расширение сенокосных земель у бурят влияет политика государства по усилению скотоводства, а также увеличение спроса сена в русских волостях и в г. Иркутске. Расширение сенокосных земель позволило аларцам не только увеличить численность своего стада, но и продавать излишки накошенного сена. Так, в 1879 году в Аларском ведомстве было накошено 2 720 980 пудов сена. Из того числа продано за пределы ведомства 150 000 пудов, преимущественно в г. Иркутск.

#### Животноводство
В 1842 году в Аларском ведомстве насчитывалось 67 533 головы разного скота, а на душу населения приходилось 7,2 головы, а в 1851 г. — 45 067 голов, то есть на одну душу населения приходится 4,5 головы. Уменьшение поголовья скота в Аларском ведомстве связано с развитием здесь земледелия. Аларцы стали вкладывать больше усилий в земледелие, чем в скотоводство. Увеличение пахотных земель в ведомстве привело к сокращению покосов. К 1841 году размеры пашенной земли у аларских бурят превышали площади сенокосных земель. Недостаток сена приводил к падежу скота. Так, в отчёте по Аларскому ведомству за 1845 год излагается, что из 65 260 голов скота заболело — 600 голов, пало 250 голов, выздоровело 350 голов. В примечании поясняется, что «одержим был означенное количество скота обыкновенной, а не повальной болезнею, а особенных болезней или так называемаго падежа на скот здесь не было». Здесь под «обыкновенной болезнью» подразумевается не что иное, как истощение скота от бескормицы. Дефицит осенних пастбищ заставлял аларских бурят практиковать выпас своего скота на полях убранных от урожая, а также в таёжных местах.
Постоянный спрос на шерсть, а затем и на мерлушку, бывшую важной статьей в кяхтинской торговле, заставлял бурят уделять большое внимание овцеводству. К этому побуждали их и власти, заинтересованные в обеспечении суконных фабрик сырьём. Повышение спроса на продукты овцеводства привело к увеличению количества овец в стаде аларских бурят. Удельная доля овец в стаде увеличилась с 33,01 % в 1842 г. до 43,83 % в 1851 г., всего на 10,82 %. Доля же КРС в стаде снизилась с 43,63 % в 1842 г. до 31,49 % в 1851 г., всего на 12,14 %. Это значит, что буряты стали отдавать предпочтение овцам, нежели КРС. Лошадей в стаде становится чуть больше, а коз меньше.
Если развитие земледелия стало долгосрочным фактором сокращения скота у аларских бурят, то отклонения погоды от нормы служили краткосрочными факторами сокращения поголовья скота. Так, причиной уменьшения скота у аларских бурят к 1851 г. стали неурожаи зерновых во второй половине 1840-х годов, произошедшие из-за засухи. Природные аномалии продолжились и в 1851 г. В сентябре того года из 8675 ½ десятин засеянных хлебом полей было завалено снегом 4689 11/28 десятин, что более половины из всего годового посева.
К 1855 году численность скота в Аларском ведомстве увеличилась до 60 844 голов. Однако в последующие годы рост поголовья скота у аларцев останавливается и даже наблюдается снижение численности стада. К 1864 году их количество уменьшилось до 60 776 голов, а на душу населения пришлось 5,2 головы разного скота. По-видимому, на уменьшение численности скота сказались понижение урожаев зерновых культур и эпизоотии второй половины 50-х годов XIX века. Затем, несмотря на продолжающиеся эпизоотии, численность скота у аларцев вновь растет и к 1879 году достигает 68 470 голов, а на душу населения уже приходится 5,8 головы. Здесь сказывается широкое развитие сенозаготовок для скота, характерное для всех групп бурят.
К началу 1860-х годов суконное производство в Бурятии приходит в упадок, так как оно не может конкурировать с предприятиями из центральной части России, которые поставляли сюда более дешёвое сукно. Между тем увеличивается спрос на мясо КРС в растущих городах и промышленных зонах Иркутской губернии. К 1861 году численность овец в стаде аларских бурят падает из-за кризиса на шерстяном рынке, а доля КРС растёт. К 1874 году доля овец в стаде увеличивается до 46,18 %, вырос и удельный вес лошадей до 23,24 %, а удельный вес КРС снизился до 21,40 %. К тому же упала реальная численность КРС до 13 164 голов. Причиной падения числа КРС в стаде явились эпизоотии 1870—1871 годов. К 1879 году доля овец в стаде вновь снижается до 44,63 %, доля же КРС увеличивается до 26,57 %. Следовательно, аларские буряты компенсировали потери доходов, получаемых от овцеводства, приобретениями от продажи КРС и наоборот. Такая взаимосвязь обусловлена тем, что овцы и КРС были основными конкурентами в потреблении заготовленного сена у полуоседлых скотоводов. Увеличивая численность КРС, бурятам автоматически приходилось уменьшать количество овец. Если же они увеличивали численность овец, то им приходилось уменьшать количество КРС. Лошади не зависели от зимней подкормки, так как зимой большая часть их паслась в табунах на подножном корму. К концу века численность лошадей в стаде снизилась. К сожалению, нет сведений, объясняющих данный факт. Динамика численности коз в стаде соотносится с динамикой численности овец, так как овцы и козы содержались в едином стаде. Уменьшение доли овец в стаде приводило и к снижению числа коз. Соответственно, при увеличении числа овец росло количество коз. В исследуемый период у аларских бурят значительно выросло число свиней — с 450 голов в 1855 году до 1230 голов в 1879 году. Эти данные указывают на дальнейшее развитие земледелия в Аларском ведомстве.

## Культура и религия
В 1809 году родоначальник аларских хонгодоров Балшанха Баймин, которого по-русски звали Василий, отправился верхом к Хамбо-ламе в Забайкалье ходатайствовать о создании дацана. Вернулся он в Аларь уже в сопровождении лам и со священными книгами, и приступил к строительству дацана. Аларский дацан освятили в 1814 году, через год после смерти Василия Баймина.
В 1855 году в Аларском ведомстве личных дворян и почётных граждан насчитывалось 61 человек: это семьи Сандапила, Ранжура и Жамсо Чойвоновых, Зампила Самсонова, Козьмы и Саргила Сергеевых, Санпила Нанзанова, Малантия Будланова, Егора Заднаева, Михайло Иванова, Жарбахана Баирова, Жигжида Мунконова, Бардуная и Басова Бадминых, вдовы Констанции Аюшеевой.
Из записей бурятского учёного и общественного деятеля Цыбена Жамцарано от 20—22 мая 1906 года: "В Алари. Приятно было встретить в этом центре бурятской интеллигенции товарищей и друзей. Но ещё интереснее было настроение интеллигенции. Год революции изменил бурят до неузнаваемости. Мне показалось, что вижу новых лиц, бодрых и сильных. У всех на устах были «свобода», «возрождение», «организация». В этом же 1906 году в Алари был учреждён «Союз бурятских учителей и деятелей народного образования» из 9 человек, с культурно-политическими задачами.
Уже до революции 1917 года в Алари были домашние театры. Выходцами из Алари были такие советские деятели искусства как: драматург и прозаик Александр Вампилов, киноактёр Народный артист РСФСР Буда Вампилов, Народный артист РСФСР Владимир Халматов, театральный режиссёр Мария Шамбуева, звёзды бурятского балета — Народная артистка СССР Лариса Сахъянова и Народная артистка РСФСР Ольга Короткова, Народный художник Бурятской АССР Роман Мэрдыгеев и Заслуженный художник РСФСР Александра Сахаровская, композитор Анатолий Андреев и многие другие.